# Pantoque

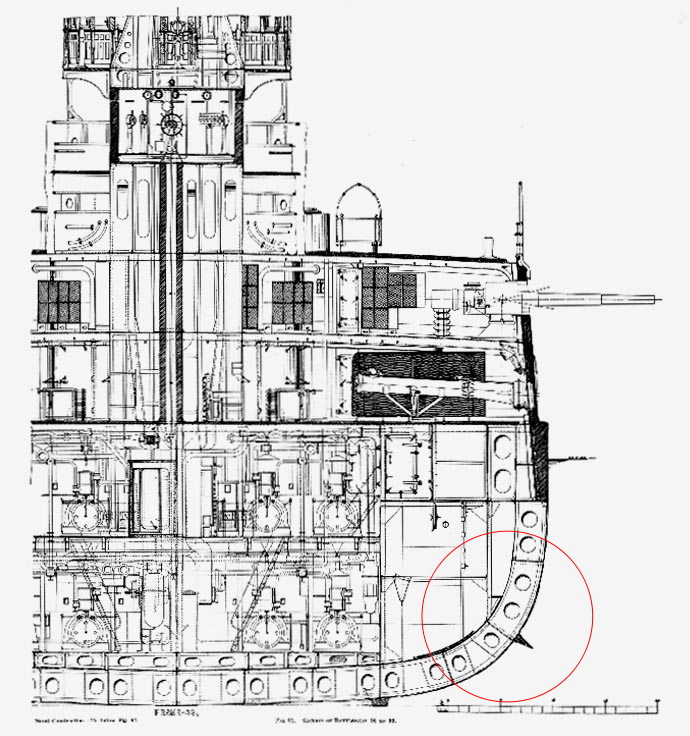
Área del pantoque en el círculo rojo

En construcción naval, el pantoque es la zona curva  de unión entre el costado y el fondo del casco de un buque. Visto desde el interior es la zona de acople de los elemento estructurales llamados varengas (fondo) y cuadernas (laterales). 
Se instalan allí las denominadas Quilla de balance. (fr. Petit fond, t-fond; ing. Bilge; it. Piatto fondo).
- Datos: Q3699074
- Multimedia: Keels / Q3699074